# سانسکریت ودایی
سانسکریت وِدایی یکی از زبان‌های باستانی هندوآریایی است. این زبان شکلی کهن‌تر از زبان سانسکریت است و یکی از فرزندان نخستین زبان نیاهندوایرانی می‌باشد. سانسکریت ودایی پیوند نزدیکی با زبان اوستایی و دیگر زبان‌های ایرانی باستان دارد. همچنین این زبان کهن‌ترین زبان هندوایرانی‌ است که شواهدی دال بروجودش به دست رسیده‌است.
سانسکریت ودایی زبان وداهاست و عمر آن به هزارهٔ دوم پیش از میلاد تا میانهٔ هزارهٔ یکم پیش از میلاد بازمی‌گردد. سانسکریت ودایی به صورت سینه به سینه به زمانهٔ ایجاد الفبا در هندوستان رسیده‌است.
در هزاره دوم پیش از میلاد؛ ریگ‌ودا که از قدیمی‌ترین اشعار و سرودهای مذهبی هندی‌ست، به زبان سانسکریت ودایی سروده شد.